# Hoheweg (nave meteorologica)
La Hoheweg fu una nave meteorologica costruita nel 1944, che fu incorporata nella Kriegsmarine e vi rimase fino al 1945.
Ex "Neubau 473", di tipo peschereccio, era già di proprietà della "Hanseat, Hochseefischerei AG", di Wesermünde, di base nel porto di Bremenhaven, aveva un equipaggio di 19 marinai e 11 meteorologi.
Ufficialmente non partecipò a nessuna operazione artica, anche se, forse, con molta probabilità, operò come nave spia sotto nome di copertura.